# 黄贻钧
黄贻钧（1915年5月4日—1995年10月11日），江苏苏州人，中国指挥家、作曲家。

## 生平
黄贻钧出生于苏州，自幼随做音乐教员的父亲学习小提琴，中学课余学会了唱京剧、昆曲和演奏二胡、钢琴等乐器。1934年底，黄贻钧到上海进入百代唱片公司旗下的百代国乐队，在此黄贻钧创作了后来家喻户晓的民乐合奏曲《花好月圆》。
1937年10月，黄贻钧考入国立音乐专科学校，主修小号，副修中提琴、大提琴。1938年加入上海交响乐团的前身——上海工部局乐队，1956年－1984年任该团团长兼首席指挥，是新中国第一位职业交响乐指挥。黄贻钧带领上海交响乐团三十余年，录制了许多的电影配乐，他还先后到海外做客指挥赫尔辛基爱乐乐团（1956年）、苏联国立交响乐团（1958年）、读卖日本交响乐团（1986年）等等。1981年2月，黄贻钧受卡拉扬邀请指挥柏林爱乐乐团，曲目包括鲍罗丁《在中亚细亚草原上》、吴祖强的琵琶协奏曲《草原英雄小姐妹》、德沃夏克《第九交响曲》，这是中国指挥第一次指挥柏林爱乐，黄贻钧也是第一位在柏林爱乐指挥中国作曲家作品的指挥家。